# Cynanchum leptostephanum
Cynanchum leptostephanum är en oleanderväxtart som beskrevs av Friedrich Ludwig Diels. Cynanchum leptostephanum ingår i släktet Cynanchum och familjen oleanderväxter. Inga underarter finns listade i Catalogue of Life.